# Curro Inza
Francisco de Inza Campos (Madrid, 22 de julio de 1929-Mahón, Menorca, 30 de julio de 1976) fue un arquitecto, dibujante, pintor, diseñador y editor español.

## Biografía
Nace el 22 de julio de 1929 en Madrid, donde cursó sus estudios de secundaria en el Colegio de Nuestra Señora del Pilar de Madrid. En octubre de 1946 comienza el preparatorio para el ingreso en la Escuela Técnica Superior de Arquitectura de Madrid, pero no consigue ingresar. En octubre de 1951 inicia sus estudios en la Facultad de Filosofía y Letras de la Universidad Complutense de Madrid. En 1952 se traslada a Barcelona para cursar el segundo curso de Filosofía y Letras y finalmente, en 1953, consigue pasar las pruebas de acceso a la Escuela Técnica Superior de Arquitectura de Barcelona, donde cursó hasta 1955. Posteriormente completaría sus estudios de Arquitectura en la Escuela Técnica Superior de Arquitectura de Madrid hasta 1959.
El largo período de estudio de arquitectura y filosofía entre Madrid y Barcelona le proporcionó una intensa formación humanística, artística y escultórica que más tarde desarrollaría en diversas vertientes. Escribió poemas y cuentos desde su juventud. En julio de 1951 publicó en El Correo Literario un libro llamado "Martín Corcuera" y un libro llamado El cocodrilo, escritos entre 1951 y 1956.
Mostró, desde su juventud, un interés por la representación gráfica que se advierte en una personalísima manera de dibujar. Su interés por la pintura se acusa también desde los primeros años de carrera, destacando como muralista, tanto en sus propias obras como en edificios proyectados por otros compañeros.
Inició esta actividad pictórica en colaboración con Llucià Navarro i Rodón en la Iglesia de Belén de Barcelona. En 1959 realizó las pinturas de una capilla en Getafe y de las oficinas de Clesa en Madrid, y también realizaría después un mural en la iglesia del Poblado del Rincón de Ballesteros, proyectada por Carlos Sobrini en 1960 y construida por el Instituto Nacional de Colonización en la provincia de Cáceres.
En agosto de 1960 se casa en Mahón con María de los Ángeles Serrano, natural de Segovia. Tuvieron diez hijos.
Volviendo a su profesión de arquitecto, a mediados del siglo XX vio el comienzo de una apertura internacional, la llegada del "Desarrollismo" y, con él, la proliferación de editoriales sobre arquitectura. Fue en este contexto en el que Inza inició su carrera profesional, en un momento en el que tres generaciones de arquitectos convergían en el panorama madrileño, casi tres décadas seguidas.
Los arquitectos que destacaron en esa primera década posterior a la guerra civil (1939- 49), fueron conocidos como el equipo de Madrid (Muguruza, Bidagor, D'Ors, etc.), que se alejaron de la práctica racionalista anterior (Gatepak, Sert, Lacasa, etc.) y proyagonizaron una vuelta al monumentalismo (Valle de los Caídos, Ministerio del Aire), que contravenía todas las tradiciones modernas.
En el segundo período, correspondiente a la década 1949-1959, aparece la denominada "Escuela madrileña". Esta década es la fase racionalista de esta escuela y estará caracterizada por arquitectos como De la Sota, Fernández del Amo, Oiza, etc. que, por un lado, abandonaron el monumentalismo y, por otro, reconsideraron la experiencia racionalista y funcionalista de los años 30 olvidada anteriormente.
La "Década Orgánica (1958-68)" introducida por Bruselas corresponde a la tercera generación española a la que pertenece Inza.
Estos jóvenes arquitectos, condicionados por la falta de encargos respecto a la generación anterior, tuvieron que dedicarse a participar en concursos y realizar obras menores. Se caracterizan por alejarse de la historia y buscar "nuevas formas" para una sociedad en pleno cambio.
En octubre de 1959, Curro Inza comienza a colaborar en la revista Arquitectura del Colegio Oficial de arquitectos de Madrid (COAM). Será redactor jefe entre 1960 y 1973, con Carlos de Miguel como director de la revista. Escribe artículos regularmente en la revista, organiza sesiones críticas y también los Pequeños Congresos Madrid-Barcelona.
De 1960 a 1961, desde el Ministerio de Vivienda, lideró la instalación de la Exposición Permanente de la Construcción (EXCO). En 1961 representó a EXCO en la EXPOMAT de Francia.
Otro aspecto de Curro Inza es el de diseñador. El hecho de que sus primeros encargos fueran pequeños edificios comerciales y viviendas unifamiliares le permitió dedicarse tanto al diseño arquitectónico como al de mobiliario, incorporándolo desde el inicio de su carrera con una asombrosa soltura, y entendiendo así la Arquitectura como algo global e integrador. Entre los muebles que diseñó se encuentran sillones, mesas,  sillas, estanterías, escaleras y lámparas. Al diseñar objetos, Inza presta más atención a la relación entre éstos y el usuario, así como a su uso. Otra faceta de Inza es el ejercicio de la profesión de maestro.
Tras su fallecimiento en Mahón el 30 de julio de 1976, sus alumnos le dedicarían, meses después, una exposición en la escuela de Pamplona.

## Arquitectura[1]
A pesar de que su actividad como arquitecto duró apenas 18 años, sus obras y diseños fueron publicados en numerosas revistas nacionales e internacionales, y sigue siendo considerado una de las máximas figuras de su generación. Se ha indicado la condición artística y humana que suele partir de una idea para cada proyecto.
También se describe como una arquitectura que impresionó desde sus primeras obras por la vuelta a las tradiciones populares (bóvedas de ladrillo cerámico y madera natural bien tallada) y los materiales más humildes. Una arquitectura que se remonta a sus orígenes, para hacer de ella la sustancia más duradera y aprovechable, acorde con el espíritu de los tiempos y por tanto moderna y basada en las tradiciones locales y sin dejarse sorprender por el entorno.
Según Moneo, la arquitectura de Inza es una aspiración a la expresión individual en su obra, un cierto individualismo, y una arquitectura que quiere llegar a la primera esencia y estado de las cosas, olvidando que todo depende de lo efímero, de lo superfluo, de la moda y el estilo. y aceptar la construcción y el uso como condiciones e invariantes de la arquitectura.
En todo caso, la obra de Inza es un constante intento de estudio de la naturaleza profunda de la forma arquitectónica y donde se advierte una continua dualidad entre lo particular y lo irrepetible en su mirada y la búsqueda de lo universal. Para él, sin construcción o sin emoción, no hay arquitectura. Desconfiará de las arquitecturas que repiten los clichés que se han puesto de moda, y por ello insistirá en sus textos y memorias en la búsqueda de un método de razonamiento capaz de configurar el proyecto.

### Proyecto de hotel en Canet de Mar, Barcelona, 1961.[1]
Se encuentra cerca de la frontera con Francia y también cerca de Barcelona, 35 km, lo que por un lado permite dedicar menos tiempo al trayecto con la ventaja de aprovechar al máximo la estancia de los turistas y por otro lado, es muy fácil trasladarse a una ciudad tan importante como Barcelona.
La organización del hotel se expande en desnivel, utilizando un módulo de habitaciones de 4 x 4 m y agrupándolas en línea, disponiendo largos volúmenes de dos alturas dispuestos en escalones bordeando la parte baja de la ladera.
En estos bloques se proyectan otros de similares características, a lo largo del eje Oeste - Este, la altura también disminuye, de 5 a 1 piso, la parte principal del edificio tiene pisos. Las áreas comunes del Hotel se proyectan sobre la parte más llana del terreno, ubicada a media ladera: vestíbulo principal, servicio, comedor, cocina, office, etc. Y finalmente la parte más alta del solar será un bloque de cuatro alturas, también con salas modulares de 4 x 4 m.
Estructuralmente, la capacidad de incluir 247 habitaciones no supera los 5 pisos de altura, lo que permite el uso de estructuras modulares de muros de carga de las habitaciones. 
Desde el punto de vista de la plasticidad, la adaptación es indiscutible no sólo al paisaje sino también a las formas constructivas tradicionales de la comarca, que adquieren un marcado carácter mediterráneo.
El proceso constructivo se diseñó con muros de carga y forjados, excepto en áreas que requieren grandes luces como la cocina, el comedor, el salón social y el salón principal, para ello se utilizó una estructura de hormigón. Todos los bloques de las habitaciones tienen muros de carga orientados perpendicularmente al eje longitudinal, por lo que la luz máxima es de 4,00 m. Se hizo el esfuerzo de ajustarse a las curvas de nivel ya que la excavación era muy costosa.
Tanto el sistema constructivo absolutamente rudimentario y típico de la región como los materiales utilizados son completamente simples y corresponden a los elementos tradicionales del país, por aquella época. Las cubiertas son con forjados inclinados en los muros de carga y forjado plano y pequeños tabiques en la estructura de hormigón. La cubierta se cubre con teja árabe fijada con torta y mortero y no se utilizan cielos rasos salvo en los pasillos. Los muros de carga se construyen principalmente con ladrillos macizos de un pie con aparejos especificados en el plan de trabajo. Los muros del cerramiento son de ladrillo cara vista de hueco y macizo con el espesor necesario para evitar cámaras de aire. La carpintería, de madera y hierro, con elementos robustos y prácticos, se coloca en todo el edificio a los haces exteriores de fachada.

### Proyecto de reforma del Café Gijón, Paseo de Recoletos, Madrid, 1962.[1]

Planta baja, Café Gijón, 1962.

El siguiente proyecto tenía como objetivo, básicamente, la rehabilitación de los sótanos del Café Gijón, Paseo de Calvo Sotelo nº21, para convertirlos en Restaurante, así como la instalación de nuevos servicios y la rehabilitación del local detrás del vestíbulo residencial.
Tal como se especifica en el plano de este proyecto, la planta baja se abrió para colocar una escalera que conduce al sótano, paralela al muro de la segunda crujía. Esta escalera tiene un arco de ladrillo y esta revestida íntegramente de tablones y roble ranurado. Se rebajará la cota de pavimento de planta baja en la zona existente correspondiente al pasillo, aseos y almacén.
En el patio contiguo al bar, se sustituirá el vidrio por hormigón traslucido y una campana extractor. También se sustituirá la puerta giratoria principal del acceso principal por una puerta cortavientos de 2 hojas. La circulación de la oficina y el restaurante se realiza por el corredor previsto junto al Bar Americano.
El restaurante se instaló en la primera crujía donde se retiraron los bancos y las brasas existentes. En la trastienda del sótano se levantó el suelo con baldosas y tabiques hasta llegar al nivel del rellano. En esta sala se instaló el aseo y sala de calderas.
En el aspecto de los materiales se empleó en el restaurante y Bar Americano revestimiento de muros y techos, así como el pavimento, la madera de roble en tablazón de tres centímetros de grueso. En los servicios se empleó pavimento de gres y se alicató con azulejo blanco de 15 x 15 hasta la altura del techo. El mobiliario es de madera de nogal. La iluminación del restaurante es por techo e incandescente.

### Fábrica de embutidos en Segovia, 1963.[1]
El proyecto consistía en la construcción de una fábrica de embutidos en Segovia.
El bloque de vestuarios, comedores y viviendas se distribuye en tres plantas moduladas con pórticos a 5 metros entre ejes y cuatro crujías.
a) Planta baja.- Estacionamiento de vehículos, donde se pueden estacionar las bicicletas y motocicletas de los empleados. Justo a su lado se proyectan vestuarios y se distribuyen en 5 elementos de una misma planta. Cada una de estas áreas tiene una superficie de 150 m2. Esta planta también cuenta con tres escaleras en las esquinas del bloque, todas ellas de acceso a la primera planta, y dos escaleras de destinadas a las viviendas en la tercera planta. b) Planta 1ª.- Hay comedores de hombres y mujeres, cada uno con dos tramos de dos módulos. En la fachada posterior se ubican las áreas de lavandería, planchado y ropa de trabajo.
c) Planta 2ª.- Se sitúan en ellas, cinco viviendas de 100 m2 cada una, con sus correspondientes terrazas, y en la parte posterior del bloque, se sitúa la clínica.
Para el bloque de oficinas, se proyecta un bloque en L, en cuatro plantas, moduladas a 5 metros, excepto la primera crujía, que es de 6 metros.
a) Planta baja.- Consta de despachos, recepción, hall, sala de espera, etc., por medio de la escalera principal que comienza desde el lugar donde se sitúa la conserjería, se alcanzan las plantas superiores.
b) Planta 1ª.- Se situarán en ella, los archivos -en comunicación directa, por escalera independiente, con la zona de contabilidad situada en planta baja- despachos, sala de espera, servicios y aseos de oficinas.
c) Planta 2ª.- Se encuentra la sala de juntas, sala de espera, despachos, cocina y oficio para servicio de Dirección.
d) Planta 3ª.- Se incluyó la situación de dos dormitorios con baño para Dirección, así como aseos, servicios y despachos.
En cuanto a los accesos que, el cerco del cerramiento de la fábrica, se ubica paralelo a la vía y a 16 metros de su eje. La entrada principal está en el extremo izquierdo con entradas para camiones, automóviles, bicicletas y peatones. Los coches tienen acceso a un garaje privado, con una plaza de aparcamiento junto a la fachada principal y a través de una ligera rampa entre los vestuarios y los edificios de oficinas. Ciclistas y peatones también tienen acceso independiente.
La torre de secaderos naturales se conforma como un bloque de dos crujías con una edificabilidad de 350 m2. La altura es de 6 pisos sobre el suelo. Las mismas conexiones verticales son los dos montacargas en cada una de las dos fachadas principales y la escalera. La torre tiene los últimos cinco pisos dedicados a secaderos y el primer piso dedicado a almacenamiento de contenedores metálicos.
Los materiales del proyecto que se utilizaron para la cimentación fueron a través de pozos, formada por hormigón en masa de 250 kg en los pozos de zapatas para soportes metálicos, junto con zanja de atado de cimientos de los muros de carga.
La estructura del edificio consistió en una estructura de hierro con pilares de tubo y placa armada en dos direcciones, son vigas. Solución que se aportó a todo el proyecto excepto para la torre de secaderos naturales, donde se había previsto de un forjado del mismo tipo y pilares de perfiles en U. El tipo de forjado utilizado consistía en una placa armada en dos direcciones, se consideró lo óptimo para el replanteo de los pilares del edificio (elementos simétricos de 5 x 5 m). Pero en el caso de los secaderos artificiales, debido a sus necesidades de funcionamiento se modula en elementos de 5 x 8 m, donde se realizó un forjado curvado apoyado sobre perfiles laminados formando pórtico con soportes de tubo, la luz del forjado es de 5 m.
La composición de las cubiertas, se realizaba según las zonas donde la fábrica es sola de una planta, se propuso una cubierta plana con una lámina impermeabilizante, aislante térmico de 5 cm de fibra de vidrio y protección solar del mismo formado por grava y tierra vegetal, lo que añadía una altura de 30 cm. Aquellos bloques que tengan más altura es también un forjado plano con impermeabilizante, aislante térmico y tabiquillos sobre los cuales se montará una bóveda tabicada de rasilla.

### Proyecto de vivienda unifamiliar en Calamocha, Teruel, 1973.[1]
```
El objeto de este proyecto es la construcción de una vivienda unifamiliar en el terreno que tenía Inza en 
Calamocha
 (
Teruel
). El edificio consta de una pequeña superficie de sótano, planta baja y primer piso. Planta Sótano: superficie = 60,17 m² destinados a sótano trastero y garaje, acceso mediante pendiente 10%. Esta planta se comunica con el resto a través de un elemento de comunicación vertical.
```

Planta baja: superficie = 305,92 m2:
-Salón-cocina: Orientación norte, este, sur. Se desciende gradualmente hasta el ángulo de la chimenea, que está a una altura de 0,90m.
- Área de servicio: orientación norte y oeste. Dispone de cocina, oficina, cocina, cuarto de calderas y armario exterior. Tiene acceso directo desde el exterior.
- Área de dormitorios: áreas norte para el dormitorio de la hija mayor con su baño con acceso al exterior y área sur para el dormitorio de la hija menor con su baño y el dormitorio del hijo mayor.
Primera planta: superficie = 8,97 m², destinados a dormitorio principal, sala de biblioteca, baño y altillo. Patios y terrazas: Consta de tres partes, dos cerradas y otra comunicada con el espacio exterior. Se utiliza para la iluminación y ventilación del espacio interior y sirve como sala de estar al aire libre, la terraza adjunta sirve como cocina al aire libre. Las áreas de terrazas en el techo están destinadas principalmente a lugares para dormir para niñas y padres.
Estructura de muros de carga de ladrillo macizo, culminándolo con una viga-zuncho. Los forjados consistían en bloques cerámicos y viguetillas “in situ” anclados a la viga-zuncho, excepto en las zonas de voladizos o de mayor carga que se requirió el uso de una placa hormigón armado en dos direcciones con capa compresión y mallazo, apoyándose en los muros de carga. Muros de cerramientos de ladrillo recocho de 7cm y de un pie a caravista.
La cubierta conformada por planos inclinados de pizarra sobre tabiques palomeros sobre tablero de Viroterm, con capa de compresión, enrastrelado y pizarra.

## Obras representativas
- Proyecto de comedor de autoservicio para un camping en “La Mesquida”, Cap de Pera, Mallorca, 1958
- Capilla funeraria en un cementerio militar, Madrid, 1959
- Proyecto de hotel en Canet de Mar, Barcelona, 1961
- Proyecto de reforma del Café Gijón, Paseo de Recoletos, Madrid, 1962
- Fábrica de embutidos en Segovia, 1963
- Proyecto de chalet en “Ciudalcampo”, Madrid, 1967
- Colegio femenino en el Pinarillo, Segovia, 1967
- Proyecto de vivienda unifamiliar en Calamocha, Teruel, 1973
- Proyecto de factoría para MAPSA, Orcoyen, Navarra, 1970
- Proyecto de edificio de apartamentos en Viella para GINGAR S.A., Viella, Lérida, 1974
- Proyecto de ampliación de naves industriales, vestuarios y oficinas para TORFINASA en Lanbaden, Pamplona, Navarra, 1975.